# Dégagnac
Dégagnac (okzitanisch: Deganhac) ist ein Ort und eine südfranzösische Gemeinde (commune) mit 637 Einwohnern (Stand: 1. Januar 2022) im Département Lot im Norden der Region Okzitanien. Die Gemeinde gehört zum Arrondissement Gourdon und zum Kanton Gourdon. 

## Lage
Dégagnac liegt etwa 23 Kilometer nordnordwestlich von Cahors in der historischen Landschaft Quercy. Umgeben wird Dégagnac von den Nachbargemeinden Léobard im Norden, Gourdon im Norden und Nordosten, Concorès im Osten, Peyrilles im Südosten, Lavercantière und Rampoux im Süden, Gindou im Südwesten sowie Salviac im Westen.

## Bevölkerungsentwicklung
| Jahr                       | 1962 | 1968 | 1975 | 1982 | 1990 | 1999 | 2006 | 2018 |
| Einwohner                  | 831  | 675  | 609  | 563  | 522  | 507  | 565  | 662  |
| Quellen: Cassini und INSEE |      |      |      |      |      |      |      |      |

## Sehenswürdigkeiten
- Schloss Lantis, Ende des 16. Jahrhunderts erbaut

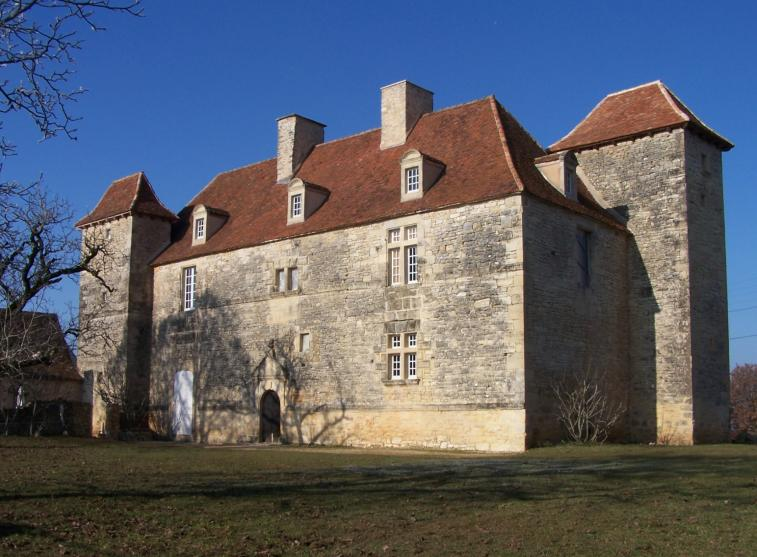
Schloss Lantis